# Rosperwenda

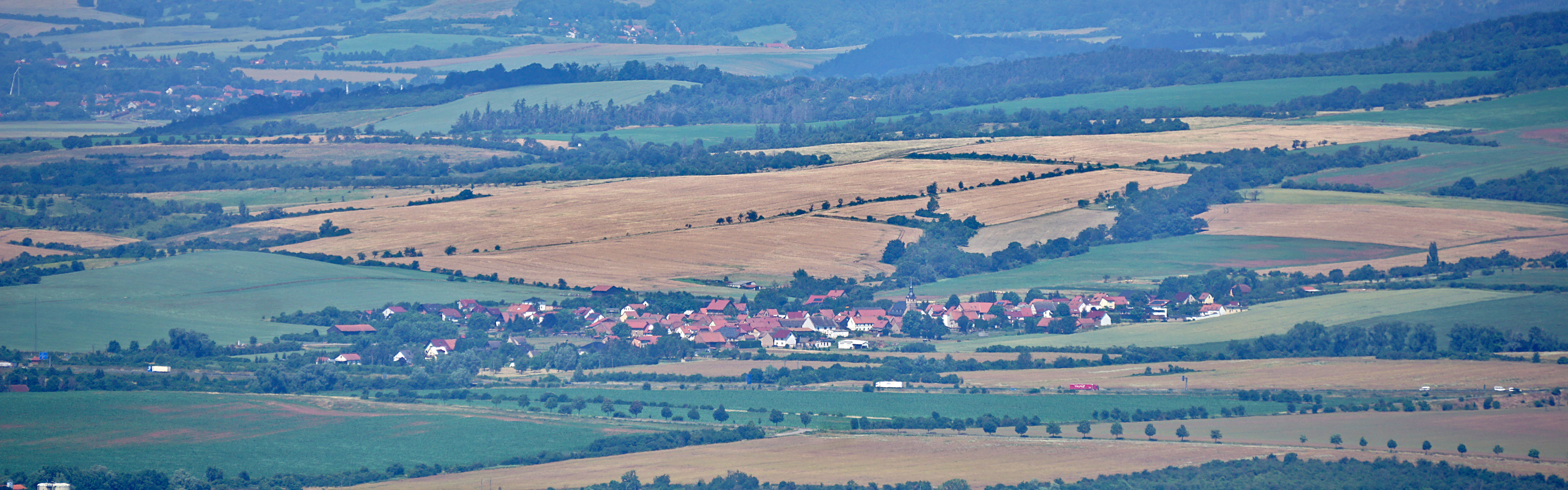
Rosperwenda vom Kyffhäuserdenkmal aus gesehen

Rosperwenda ist ein Ortsteil der Gemeinde Berga (Kyffhäuser) im Landkreis Mansfeld-Südharz in Sachsen-Anhalt.

## Lage
Rosperwenda liegt südlich des Geiersberges (339,8 m ü. NN) und weiteren Ausläuferanhöhen des Südharzes sowie nördlich der Bundesautobahn 38 am Beginn der Bundesstraße 85 an der Anschlussstelle Berga. Die Gemarkung des Ortes reicht bis in die Helmeniederung.

## Geschichte
Am 27. Februar 1270 wurde das Dorf erstmals urkundlich genannt.
Die Bauern des Ortes haben Anteil am Siebengemeindewald, den sie 1604 vom Grafen zu Stolberg für die Rettung seines Sohnes erhielten. Diesen Wald bewirtschaften die Orte Berga, Bösenrode, Görsbach, Schwenda, Uftrungen, Thürungen und Rosperwenda heute wieder.

## Kirche
St. Margaretha (Rosperwenda)

## Persönlichkeiten

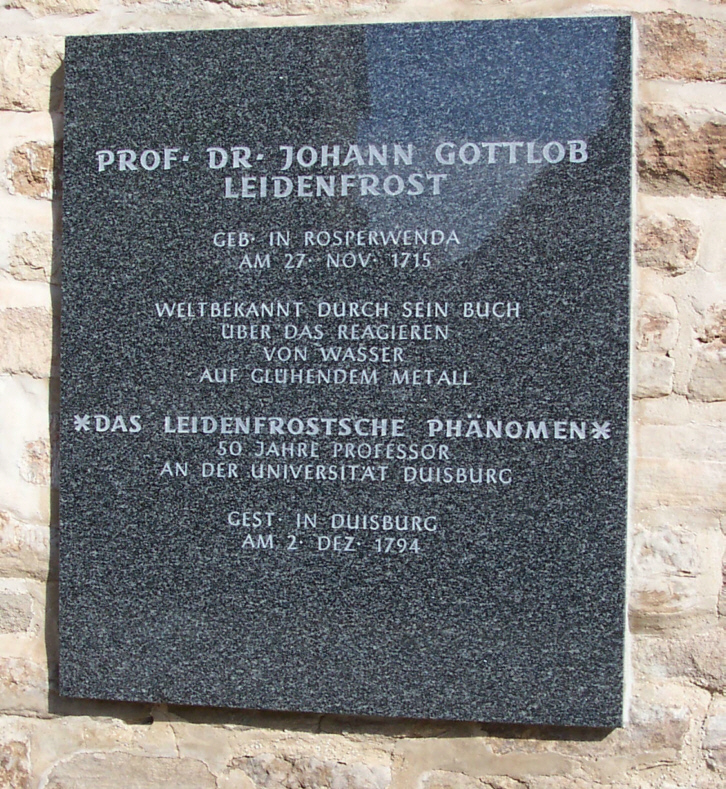
Gedenktafel für Johann Gottlob Leidenfrost im Ort

- Johann Gottlob Leidenfrost: Mediziner, geb. am 27. November 1715, gest. am 2. Dezember 1794 in Duisburg
- Johann Arnold Zeitfuchs: Chronist und Theologe, geb. am 26. Februar 1671, gest. am 21. Mai 1742